# Lieberkühn-Organell
Das Lieberkühn-Organell (engl. organelle of Lieberkühn oder watchglass organelle) ist eine linsenförmige lichtbrechende Bildung unter der Außenhaut (Pelliula) in der Wand der Buccalhöhle bei Wimpertierchen der Unterordnung Ophryoglenina. Die Funktion des Organells ist unbekannt, eine Beteiligung an der Invasion parasitärer Wimpertierchen in ihren Wirt wird diskutiert.